# Amt Kyritz
Das Amt Kyritz war ein 1992 gebildetes Amt, in dem acht Gemeinden des damaligen Kreises Kyritz (heute Landkreis Ostprignitz-Ruppin, Brandenburg) zu einem Verwaltungsverbund zusammengefasst waren. Amtssitz war in der Stadt Kyritz. Das Amt Kyritz wurde 2003 im Zuge der Gemeindereform in Brandenburg wieder aufgelöst.

## Geographische Lage
Das Amt Kyritz grenzte im Norden an das Amt Gumtow und das Amt Heiligengrabe/Blumenthal, im Osten an das Amt Wittstock-Land und das Amt Temnitz, im Süden an das Amt Wusterhausen und Amt Neustadt (Dosse), im Südwesten an das Amt Plattenburg und im Westen an das Amt Gumtow.

## Geschichte
Am 22. Juli 1992 erteilte der Minister des Innern des Landes Brandenburg seine Zustimmung zur Bildung des Amtes Kyritz nach dem Amtsmodell 2, das Amt bedient sich der Verwaltung einer über 5000 Einwohner zählenden amtsangehörigen Stadt. Als Zeitpunkt des Zustandekommens des Amtes wurde der 1. August 1992 festgelegt. Das Amt hatte seinen Sitz in der Stadt Kyritz und bestand aus acht Gemeinden im damaligen Kreis Kyritz:
1. Bork/Lellichow
2. Holzhausen
3. Kötzlin
4. Schönermark
5. Rehfeld/Berlitt
6. Teetz-Ganz (im Amtsblatt Teetz geschrieben)
7. Drewen
8. Kyritz

Das Amt zählte Ende 1992 11742 Einwohner. Die Gemeinde Schönermark schloss sich nach einem Bürgerentscheid mit ihrer Nachbargemeinde Stüdenitz zum 1. Januar 2002 zur neuen Gemeinde Stüdenitz-Schönermark zusammen, die neue Gemeinde wurde dem Amt Neustadt (Dosse) zugeordnet. Zum 31. Dezember 2002 wurden Bork/Lellichow, Holzhausen, Rehfeld-Berlitt, Teetz-Ganz und Kötzlin in die Stadt Kyritz eingegliedert. Ende 2002 hatte das Amt Kyritz 10579 Einwohner.
Mit dem 26. Oktober 2003 wurde die Gemeinde Drewen per Gesetz  in die Stadt Kyritz eingegliedert. Das Amt Kyritz wurde aufgelöst und die Stadt Kyritz amtsfrei. Die Gemeinde Drewen legte Kommunalverfassungsbeschwerde gegen ihre gesetzliche Eingliederung in die Stadt Kyritz vor dem Verfassungsgericht des Landes Brandenburg ein, die teils verworfen, im Übrigen zurückgewiesen wurde.

## Amtsdirektor
Der Bürgermeister von Kyritz war zugleich Amtsdirektor. Bürgermeisterin von Kyritz bis 1996 war Margrit Fulde. Bürgermeisterin Bärbel Stewin wurde 2002 abgewählt.

## Belege
1. ↑  
Bildung der Ämter Kyritz und Rheinsberg. Bekanntmachung des Ministers des Innern vom 22. Juli 1992. Amtsblatt für Brandenburg - Gemeinsames Ministerialblatt für das Land Brandenburg, 3. Jahrgang, Nummer 58, 12. August 1992, S. 1017/8.
2. 1 2  
Beitrag zur Statistik Landesbetrieb für Datenverarbeitung und Statistik Historisches Gemeindeverzeichnis des Landes Brandenburg 1875 bis 2005 19.10 Landkreis Ostprignitz-Ruppin PDF
3. ↑  
Bildung der neuen Gemeinde Stüdenitz-Schönermark. Mitteilung des Ministeriums des Innern vom 21. Dezember 2001. Amtsblatt für Brandenburg - Gemeinsames Ministerialblatt für das Land Brandenburg, 13. Jahrgang, Nummer 3, 16. Januar 2002, S. 22 PDF.
4. ↑  
Eingliederung der Gemeinde Bork-Lellichow in die Stadt Kyritz. Bekanntmachung des Ministeriums des Innern Vom 23. August 2002. Amtsblatt für Brandenburg - Gemeinsames Ministerialblatt für das Land Brandenburg, 13. Jahrgang, Nummer 38, 11. September 2002, S. 839 PDF.
5. ↑  
Eingliederung der Gemeinde Holzhausen in die Stadt Kyritz. Bekanntmachung des Ministeriums des Innern Vom 23. August 2002. Amtsblatt für Brandenburg - Gemeinsames Ministerialblatt für das Land Brandenburg, 13. Jahrgang, Nummer 38, 11. September 2002, S. 839 PDF.
6. ↑  
Eingliederung der Gemeinde Rehfeld-Berlitt in die Stadt Kyritz. Bekanntmachung des Ministeriums des Innern Vom 23. August 2002. Amtsblatt für Brandenburg - Gemeinsames Ministerialblatt für das Land Brandenburg, 13. Jahrgang, Nummer 38, 11. September 2002, S. 839 PDF.
7. ↑  
Eingliederung der Gemeinde Teetz-Ganz in die Stadt Kyritz. Bekanntmachung des Ministeriums des Innern Vom 23. August 2002. Amtsblatt für Brandenburg - Gemeinsames Ministerialblatt für das Land Brandenburg, 13. Jahrgang, Nummer 38, 11. September 2002, S. 839 PDF.
8. ↑  
Eingliederung der Gemeinde Kötzlin in die Stadt Kyritz. Bekanntmachung des Ministeriums des Innern Vom 23. August 2002. Amtsblatt für Brandenburg - Gemeinsames Ministerialblatt für das Land Brandenburg, 13. Jahrgang, Nummer 38, 11. September 2002, S. 839 PDF.
9. ↑  
Fünftes Gesetz zur landesweiten Gemeindegebietsreform betreffend die Landkreise Barnim, Märkisch-Oderland, Oberhavel, Ostprignitz-Ruppin, Prignitz, Uckermark (5.GemGebRefGBbg) vom 24. März 2003 (Gesetz- und Verordnungsblatt für das Land Brandenburg, I (Gesetze), 2003, Nr. 05, S. 82), geändert durch Gesetz vom 1. Juli 2003 (Gesetz- und Verordnungsblatt für das Land Brandenburg, I (Gesetze), 2003, Nr. 10, S. 187)
10. ↑  
Kommunalverfassungsbeschwerde der Gemeinde Drewen gegen ihre Eingliederung in die Stadt Kyritz, VfGBbg: 61/03 Beschluss vom: 18.11.2004 S-Nr.: 1328